# نخبت

نخبت (به انگلیسی: Nekhebet) در اسطوره‌های مصر باستان، ایزدبانوی مصر باستان (مصر علیا)، ایزدی است که یونانیان او را با ایلیسیا، بانوی نگهبان زایش، یکی می‌پنداشتند و از روزگاران نخستین، ایزدبانوی نگهبان مصر علیا به‌شمار می‌رفت. مرکز پرستش او در الکاب کنونی (نخب باستانی) بود که یونانیان ان را ایلیسیاپولیس می‌نامیدند. این شهر پایتخت کهن‌ترین پادشاهی جنوب مصر بود. او اغلب در جنگ و مراسم نیایش ظاهر می‌شود و به شکل کرکسی بر سر فرعون بال می‌زند و مگس پران و مهر در چنگال اوست.

## نمادشناسی

او را گاهی ایزدی با سر کرکس نمایانده‌اند یا زنی که تاج سپید مصر علیا را بر سر نهاده یا دستاری به شکل کرکس بر سر دارد. نخبت به عنوان ایزدبانوی مادر، شهزادگان را شیر می‌داد و اغلب در نگاره‌ها می‌بینیم که فرعون را نیز شیر می‌دهد.